# Alexandru Pițurcă
Alexandru Victorio Pițurcă (n. 28 octombrie 1983, București, România) este un fost fotbalist român care a evoluat pe postul de atacant.
Este fiul fostului fotbalist român Victor Pițurcă, câștigător al Cupei Campionilor Europeni în 1986 cu Steaua București, dar și fost selecționer al naționalei României în două rânduri.

## Carieră
A debutat pentru Steaua București în Liga I pe 13 iunie 2001 într-un meci terminat la egalitate împotriva echipei FC Argeș Pitești, reușind să și marcheze un gol.
Pe 11 ianuarie 2010 a semnat un contract pentru trei sezoane și jumătate cu Universitatea Craiova.

## După fotbal
În timpul procesului său din 2023, Pițurca a avut-o ca avocată pe Silvia Uscov.

## Titluri
| Sezon   | Club                  | Titlu              |
| ------- | --------------------- | ------------------ |
| 2000-01 | Steaua București      | Liga I             |
| 2001    | Steaua București      | Supercupa României |
| 2005-06 | Universitatea Craiova | Liga II            |